# Zorodictyna
Genre
Zorodictyna est un genre d'araignées aranéomorphes de la famille des Udubidae.

## Distribution
Les espèces de ce genre sont endémiques de Madagascar.

## Liste des espèces
Selon World Spider Catalog (version 26, 16/07/2025) :
- Zorodictyna almae Henrard, Griswold & Jocqué, 2024
- Zorodictyna oswaldi (Lenz, 1891)
- Zorodictyna silvadavilae Henrard, Griswold & Jocqué, 2024
- Zorodictyna yuani Hu, Yang, Chen & Liu, 2025

## Systématique et taxinomie
Ce genre a été décrit par Strand en 1907. Il est placé dans les Miturgidae par Lehtinen en 1967, dans les Zorocratidae par Griswold, Coddington, Platnick et Forster en 1999 puis dans les Udubidae par Polotow, Carmichael et Griswold en 2015.

## Publication originale
- Strand, 1907 : « Diagnosen neuer Spinnen aus Madagaskar und Sansibar. » Zoologische Anzeiger, vol. 31, p. 725-748 (texte intégral).